# Scotoecus albofuscus
Scotoecus albofuscus е вид прилеп от семейство Гладконоси прилепи (Vespertilionidae).

## Разпространение и местообитание
Видът е разпространен в Бенин, Гамбия, Гана, Демократична република Конго, Кения, Кот д'Ивоар, Малави, Мозамбик, Нигерия, Сенегал, Сиера Леоне, Судан, Танзания, Уганда и Южна Африка.
Обитава гористи местности, савани, крайбрежия и плажове.

## Описание
Теглото им е около 4,5 g.